# 波梅罗勒
波梅罗勒（法語：Pomérols，法語發音：[pɔmeʁɔl]）是法国埃罗省的一个市镇，属于贝济耶区。

## 地理
波梅罗勒（43°23'27"N, 3°29'55"E）面积11.01 平方千米，位于法国奧克西塔尼大區埃罗省，该省份为法国南部沿海省份，南濒地中海，西南接奥德省，西北接塔恩省和阿韦龙省，东北与加尔省接壤。
与波梅罗勒接壤的市镇（或旧市镇、城区）包括：弗洛朗萨克、马尔塞扬、梅兹、蒙塔尼亚克、皮内。
波梅罗勒的时区为UTC+01:00、UTC+02:00（夏令时）。

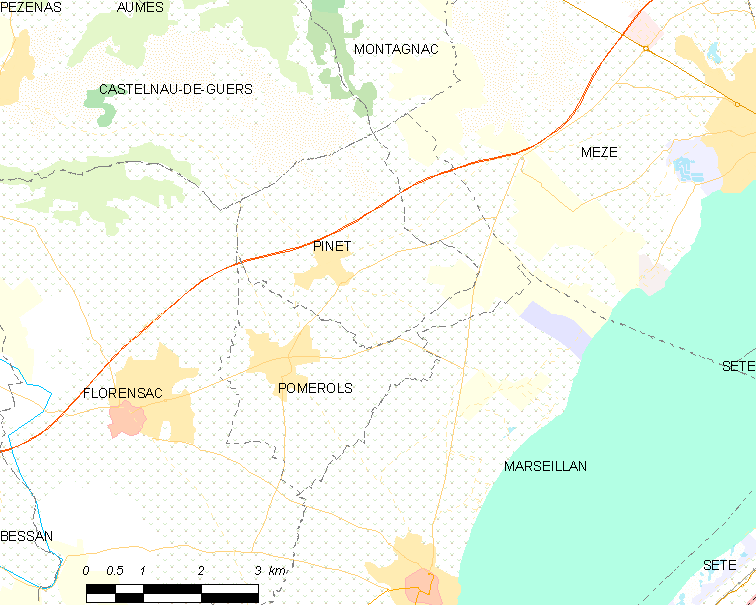
波梅罗勒的OSM定位图

## 行政
波梅罗勒的邮政编码为34810，INSEE市镇编码为34207。

## 政治
波梅罗勒所属的省级选区为佩兹纳斯县。

## 人口

1962-2008年间波梅罗勒人口变化图示

波梅罗勒于2022年1月1日时的人口数量为2255人。